# Чемпионат Европы по волейболу среди женских молодёжных команд 2008
XXI женский молодёжный чемпионат Европы по волейболу проходил в 2008 году с участием команд, составленных из игроков не старше 1990 года рождения. Матчи финального турнира состоялись с 5 по 13 сентября в двух городах Италии — Фолиньо и Перудже.

## Отборочные игры
В квалификации участвовали 24 команды. От отборочных игр были освобождены сборная Италии как команда страны-организатора, а также Хорватия, Украина и Россия, квалифицировавшиеся по итогам предыдущего чемпионата.
Победители групп второго этапа отборочного турнира (первый этап не проводился) вышли в финальную стадию напрямую, а занявшие в группах 2—3-е места стали участниками третьего этапа, где разыграли ещё 4 путёвки в Италию.

### Второй этап
| Место | Группа A (Таллин) | Группа B (Бардеёв) | Группа C (Нетания) | Группа D (Тампере) |
| ----- | ----------------- | ------------------ | ------------------ | ------------------ |
| 1     | Сербия            | Турция             | Польша             | Германия           |
| 2     | Чехия             | Нидерланды         | Бельгия            | Франция            |
| 3     | Венгрия           | Словакия           | Словения           | Болгария           |
| 4     | Эстония           | Румыния            | Испания            | Финляндия          |
| 5     | Португалия        | Австрия            | Израиль            | Беларусь           |
| 6     | Черногория        | Литва              | Швейцария          | Греция             |

### Третий этап
| Место | Группа E (Вилворде) | Группа F (Сет) |
| ----- | ------------------- | -------------- |
| 1     | Бельгия             | Нидерланды     |
| 2     | Чехия               | Франция        |
| 3     | Болгария            | Словения       |
| 4     | Словакия            | Венгрия        |

## Финальный турнир

### Арены
- Фолиньо — PalaPaternesi (группа I, плей-офф).
- Перуджа — PalaEvangelisti (группа II).

### Групповой этап

#### Группа I
|               | И | В | П | О  | С/П  | С/О     |
| ------------- | - | - | - | -- | ---- | ------- |
| 1. Италия     | 5 | 5 | 0 | 10 | 15:3 | 444:377 |
| 2. Турция     | 5 | 4 | 1 | 9  | 13:5 | 434:397 |
| 3. Германия   | 5 | 3 | 2 | 8  | 11:7 | 407:358 |
| 4. Украина    | 5 | 2 | 3 | 7  | 6:12 | 372:411 |
| 5. Чехия      | 5 | 1 | 4 | 6  | 6:14 | 403:461 |
| 6. Нидерланды | 5 | 0 | 5 | 5  | 5:15 | 432:488 |

#### Группа II
|             | И | В | П | О  | С/П  | С/О     |
| ----------- | - | - | - | -- | ---- | ------- |
| 1. Россия   | 5 | 5 | 0 | 10 | 15:4 | 464:393 |
| 2. Сербия   | 5 | 4 | 1 | 9  | 13:4 | 407:351 |
| 3. Польша   | 5 | 3 | 2 | 8  | 10:9 | 435:437 |
| 4. Бельгия  | 5 | 2 | 3 | 7  | 7:9  | 355:374 |
| 5. Франция  | 5 | 1 | 4 | 6  | 6:12 | 392:425 |
| 6. Хорватия | 5 | 0 | 5 | 5  | 2:15 | 331:404 |

### Матчи за 1—4-е места

#### Полуфиналы
Состав полуфинальных пар определён жеребьёвкой

#### Финал
Италия — Россия — 3:0 (25:12, 25:20, 25:15)
Италия: Лаура Фриго — 7, Валентина Биккери — 12, Клаудия Каньинелли — 6, Марина Дзамбелли — 11, Стефания Корна — 4, Лаура Партенио — 12, Иммаколата Сирресси (л), Джулия Растелли, Виктория Орси Тот, Бруна Маутино.

Россия: Анна Киселёва — 5, Екатерина Богачёва — 8, Ирина Смирнова — 12, Ксения Наумова — 2, Анастасия Коновалова — 6, Ольга Ефимова, Екатерина Панкова (л), Ольга Шукайло, Ирина Уралёва, Виктория Червова.

Судьи: Йохан Калленс (Бельгия), Михаил Мельник (Украина).

Время матча — 1:12 (22+27+23).

13 сентября. Фолиньо. PalaPaternesi. 2400 зрителей.

### Индивидуальные призы
| MVP         | Самая результативная | Лучшая в атаке | Лучшая на блоке  | Лучшая на подаче   | Лучшая связующая | Лучшая на приёме | Лучшая либеро       |
| ----------- | -------------------- | -------------- | ---------------- | ------------------ | ---------------- | ---------------- | ------------------- |
| Наз Айдемир | Анна Киселёва        | Лаура Партенио | Марина Дзамбелли | Екатерина Богачёва | Ольга Ефимова    | Серпиль Эрсары   | Иммаколата Сирресси |

### Итоговое положение
| Золото | Серебро | Бронза |
| Италия Валентина Биккери · Франческа Джентили · Марина Дзамбелли · Клаудия Каньинелли · Стефания Корна · Бруна Маутино · Виктория Орси Тот · Лаура Партенио · Джулия Растелли · Ноэми Синьориле · Иммаколата Сирресси · Лаура Фриго · Тренер: Марко Менкарелли | Россия Екатерина Богачёва · Ольга Ефимова · Анна Киселёва · Анастасия Коновалова · Ксения Наумова · Дарья Писаренко · Ирина Смирнова · Екатерина Панкова · Ирина Уралёва · Виктория Червова · Ольга Шукайло · Татьяна Щукина · Тренер: Вадим Кирьянов | Турция Наз Айдемир · Нешве Бююкбайрам · Айше Гюркайнак · Нихаль Ешиль · Фатма Йылдырым · Гёзде Йылмаз · Асуман Каракоюн · Гамзе Коркмаз · Элиф Узун · Полен Услупехливан · Серпиль Эрсары · Серенат Яз · Тренер: Мехмет Беденстенлиоглу |

| 4  | Сербия     |
| 5  | Польша     |
| 6  | Германия   |
| 7  | Бельгия    |
| 8  | Украина    |
| 9  | Франция    |
| 10 | Чехия      |
| 11 | Нидерланды |
| 12 | Хорватия   |